# Buddha Air

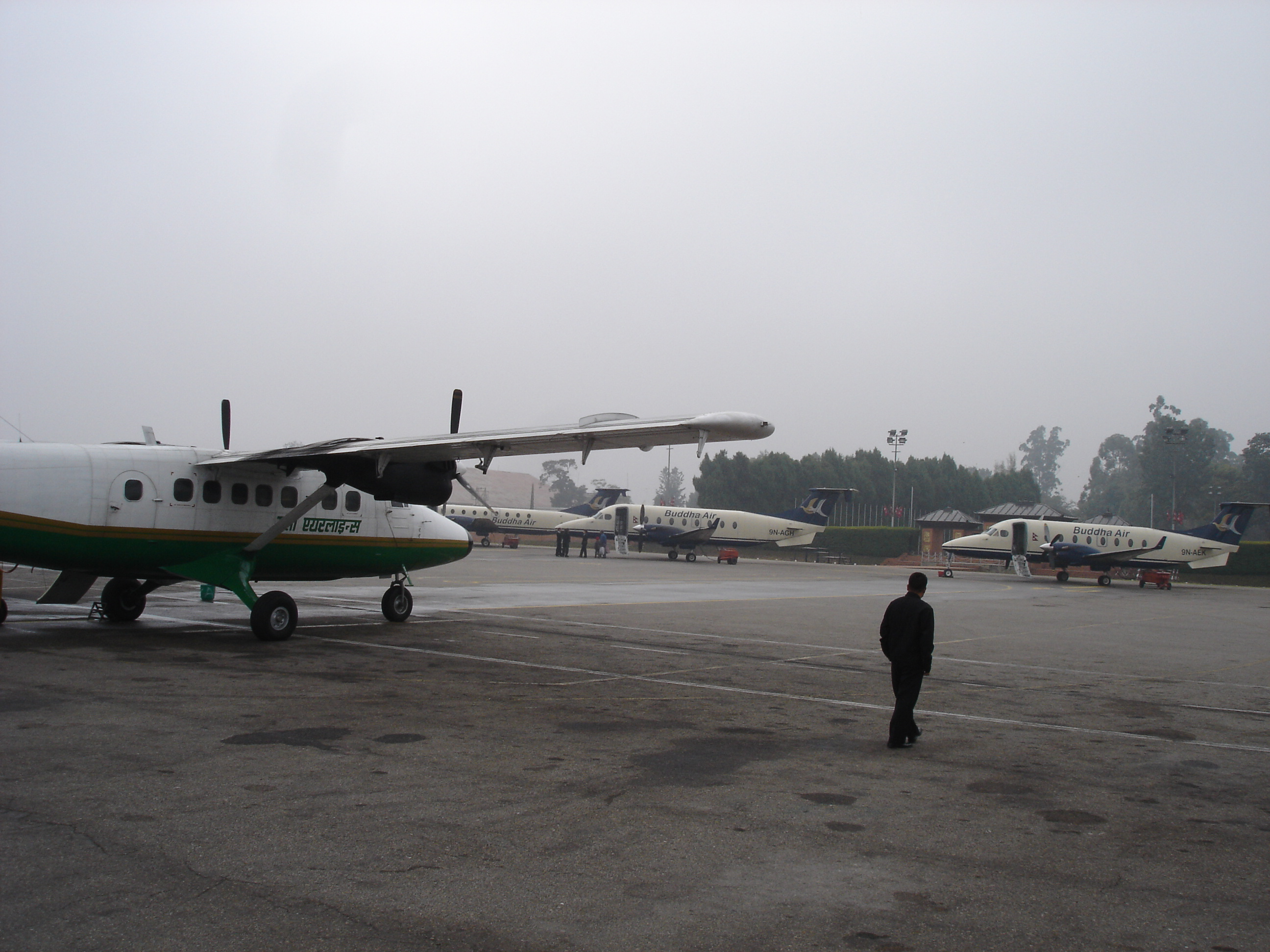
Sân bay quốc tế Tribhuvan với vài máy bay của Buddha Air ở phía sau. Kathmandu, Nepal.

Buddha Air (mã ICAO = BHA) là hãng hàng không của Nepal, trụ sở ở Kathmandu. Hãng có căn cứ ở Sân bay quốc tế Tribhuvan (Kathmandu). Hiện nay hãng có 9 tuyến đường quốc nội và có các chuyến bay tới vùng núi Langtang

## Lịch sử
Buddha Air được thành lập năm 1997 và bắt đầu hoạt động từ tháng 10 cùng năm, bằng 1 máy bay Beech 1900D mới toanh

## Các nơi đến
- Bhadrapur
- Bhairahwa
- Bharatpur
- Biratnagar
- Dhangadhi
- Janakpur
- Kathmandu
- Pokhara
- Nepalgunj
- Simara

Hãng cũng có các chuyến bay hàng ngày tới vùng núi.

## Đội máy bay
(tháng 5/2007):
- 5 Beechcraft 1900D
- 2 Beechcraft 1900C